# 牧野康長
牧野 康長（まきの やすなが）は、信濃小諸藩の第6代藩主。越後長岡藩分家牧野家8代。
第5代藩主・牧野康儔の長男として生まれる。寛政12年（1800年）に父が死去したため家督を継いだ。享和2年（1802年）に藩校・明倫堂を創設して文武を奨励している。文化11年（1814年）1月に従五位下・内膳正に叙位・任官する。文化13年（1816年）8月23日に宮内少輔に遷任する。
文政2年（1819年）4月21日、病気を理由に家督を弟で養子の康明に譲って隠居する。天保4年（1833年）12月29日には松山と号した。慶応4年（1868年）1月4日に死去した。享年71（または73）。

## 系譜
父母
- 牧野康儔（父）

養子
- 牧野康明 - 康儔の次男